# Communauté de communes Cœur de Brenne
Die Communauté de communes Cœur de Brenne ist ein französischer Gemeindeverband mit der Rechtsform einer Communauté de communes im Département Indre in der Region Centre-Val de Loire. Er wurde am 29. Dezember 2000 gegründet und umfasst elf Gemeinden. Der Verwaltungssitz befindet sich im Ort Saint-Michel-en-Brenne.

## Mitgliedsgemeinden
| Gemeinde                              | Einwohner 1. Januar 2022 | Fläche km² | Dichte Einw./km² | Code INSEE | Postleitzahl |
| ------------------------------------- | ------------------------ | ---------- | ---------------- | ---------- | ------------ |
| Azay-le-Ferron                        | 835                      | 60,95      | 14               | 36010      | 36290        |
| Lingé                                 | 203                      | 32,66      | 6                | 36096      | 36220        |
| Martizay                              | 950                      | 39,00      | 24               | 36113      | 36220        |
| Mézières-en-Brenne                    | 956                      | 57,57      | 17               | 36123      | 36290        |
| Migné                                 | 228                      | 56,32      | 4                | 36124      | 36800        |
| Obterre                               | 225                      | 28,47      | 8                | 36145      | 36290        |
| Paulnay                               | 349                      | 38,48      | 9                | 36153      | 36290        |
| Saint-Michel-en-Brenne                | 318                      | 49,15      | 6                | 36204      | 36290        |
| Sainte-Gemme                          | 257                      | 32,50      | 8                | 36193      | 36500        |
| Saulnay                               | 164                      | 22,20      | 7                | 36212      | 36290        |
| Villiers                              | 174                      | 24,53      | 7                | 36246      | 36290        |
| Communauté de communes Cœur de Brenne | 4.659                    | 441,83     | 11               | –          | –            |

## Quelle
1. ↑  www.collectivites-locales.gouv.fr
2. ↑  CC Coeur de Brenne (SIREN: 243 600 343) in der Base nationale sur l’intercommunalité (BANATIC) des französischen Innenministeriums (französisch)